# Giải bóng chuyền vô địch quốc gia Việt Nam 2025
Giải bóng chuyền vô địch quốc gia Việt Nam 2025 là mùa giải thứ 22 của Giải bóng chuyền vô địch quốc gia Việt Nam. Mùa giải 2025 là mùa giải đầu tiên mà giải VĐQG rút gọn số đội thi đấu xuống còn 8 đội ở mỗi nội dung, đồng thời giữ nguyên thể thức thi đấu so với mùa giải 2024 khi các đội tiếp tục thi đấu theo thể thức vòng tròn tính điểm. Giải bóng chuyền VĐQG 2025 có sự thay đổi về nhà tài trợ khi tập đoàn Hóa chất Đức Giang không tiếp tục tài trợ cho giải, thay vào đó là công ty Phân bón Cà Mau trở thành nhà tài trợ mới cho giải đấu.

## Danh sách các đội tham dự
Giải bóng chuyền VĐQG 2025 có 16 đội tham dự (gồm 14 đội thi đấu ở giải VĐQG 2024 và 2 đội thăng hạng từ giải bóng chuyền hạng A năm 2024), cụ thể theo kết quả thứ hạng Giải bóng chuyền vô địch quốc gia Việt Nam 2024 Nam là: Biên Phòng MB, Sanest Khánh Hòa, Thể Công Tân Cảng, LP Bank Ninh Bình, Đà Nẵng, Lavie Long An, Hà Nội, và tân binh Công an TP. Hồ Chí Minh. Thứ tự của Nữ là: VTV Bình Điền Long An, HCĐG Lào Cai, LP Bank Ninh Bình,  XMLS Thanh Hóa, BC Thông tin - TCT Đông Bắc, Ngân hàng Công Thương, Geleximco Thái Bình và tân binh TP. Hồ Chí Minh.

## Phương án, kế hoạch tổ chức
Giải bóng chuyền VĐQG 2025 cúp Phân bón Cà Mau thi đấu theo thể thức vòng tròn 1 lượt chia làm 2 giai đoạn, xếp hạng từ 1 đến 8. Sau khi kết thúc thi đấu vòng tròn, các đội dựa theo thứ hạng của mình để tiếp tục thi đấu vòng chung kết - xếp hạng, qua đó xác định đội vô địch cũng như đội xuống hạng.
- Giai đoạn 1: tại Đông Anh – Hà Nội từ ngày 22/3 đến ngày 31/3/2025.
- Giai đoạn 2 và vòng chung kết - xếp hạng: tại Ninh Bình từ ngày 10/10 đến ngày 19/10/2025.

Về thể thức thi đấu
- Vòng tròn 8 đội: Căn cứ vào kết quả thi đấu giải VĐQG và giải Hạng A năm 2024, các đội bốc thăm chọn mã số, thi đấu vòng tròn một lượt tính điểm theo mã số xoay vòng.
- Vòng chung kết - xếp hạng: Các đội xếp hạng 1-4 thi đấu vòng chung kết theo thể thức loại trực tiếp (đội hạng 1 gặp đội hạng 4 và đội hạng 2 gặp đội hạng 3), 2 đội thắng thi đấu trận chung kết tranh ngôi vô địch còn 2 đội thua thi đấu trận tranh hạng ba. Các đội xếp hạng 5-8 thi đấu vòng tranh trụ hạng theo thể thức vòng tròn 1 lượt tính điểm để xác định đội xuống thi đấu giải Hạng A năm 2026 (kết quả của 4 đội ở vòng tranh trụ hạng được cộng dồn với kết quả của chính 4 đội đó gặp nhau ở vòng tròn 8 đội để xếp hạng).

## Danh sách ngoại binh thi đấu
Mỗi CLB được phép đăng ký 2 ngoại binh trong danh sách, tuy nhiên chỉ 1 ngoại binh được thi đấu trên sân trong mỗi thời điểm của trận đấu.

### Danh sách Nam
| Câu lạc bộ              | Giai đoạn 1                                      | Giai đoạn 2 |
| ----------------------- | ------------------------------------------------ | ----------- |
| Biên Phòng MB           | Jakkrit Thanomnoi                                |             |
| Sanest Khánh Hòa        | Evandro Dias de Souza                            |             |
| Thể Công Tân Cảng       | Víctor Andreu Flores Alejandro Rodríguez Fuentes |             |
| LP Bank Ninh Bình       | Napadet Bhinijdee                                |             |
| Đà Nẵng                 | Kittithad Nuwaddee                               |             |
| Lavie Long An           | Anut Promchan                                    |             |
| Hà Nội                  |                                                  |             |
| Công an TP. Hồ Chí Minh | Michał Kubiak Julio César Cárdenas               |             |

### Danh sách Nữ
| Câu lạc bộ                  | Giai đoạn 1                                | Giai đoạn 2      |
| --------------------------- | ------------------------------------------ | ---------------- |
| VTV Bình Điền Long An       | Natalia Lijewska                           |                  |
| HCĐG Lào Cai                | Tichaya Boonlert Sharon Chepchumba Kiprono | Tichaya Boonlert |
| LP Bank Ninh Bình           | Miroslava Paskova                          |                  |
| XMLS Thanh Hóa              | Ceyda Aktaş                                |                  |
| BC Thông tin - TCT Đông Bắc | Andrea Mitrovic                            |                  |
| Ngân hàng Công Thương       | Jelena Vulin                               |                  |
| Geleximco Thái Bình         | Edina Begić                                |                  |
| TP. Hồ Chí Minh             | Lianet García Anglada                      |                  |

## Kết quả thi đấu vòng tròn 8 đội Nam
|  | Đội lọt vào vòng chung kết      |
|  | Đội lọt vào vòng tranh trụ hạng |

|      |                         | Trận đấu | Trận đấu | Điểm | Set | Set | Set   | Điểm | Điểm | Điểm  |
| Hạng | Đội                     | T        | B        | Điểm | T   | B   | Tỉ lệ | T    | B    | Tỉ lệ |
| ---- | ----------------------- | -------- | -------- | ---- | --- | --- | ----- | ---- | ---- | ----- |
| 1    | Công an TP. Hồ Chí Minh | 5        | 0        | 14   | 15  | 2   | 7.500 | 402  | 353  | 1.139 |
| 2    | Biên Phòng MB           | 5        | 0        | 14   | 15  | 3   | 5.000 | 454  | 380  | 1.195 |
| 3    | Thể Công Tân Cảng       | 3        | 2        | 9    | 11  | 9   | 1.222 | 456  | 424  | 1.075 |
| 4    | Đà Nẵng                 | 2        | 3        | 7    | 9   | 11  | 0.818 | 432  | 459  | 0.941 |
| 5    | Sanest Khánh Hòa        | 2        | 3        | 6    | 8   | 9   | 0.889 | 390  | 396  | 0.985 |
| 6    | LP Bank Ninh Bình       | 2        | 3        | 6    | 7   | 10  | 0.700 | 383  | 386  | 0.992 |
| 7    | Lavie Long An           | 1        | 4        | 4    | 6   | 13  | 0.462 | 397  | 448  | 0.886 |
| 8    | Hà Nội                  | 0        | 5        | 0    | 1   | 15  | 0.067 | 334  | 402  | 0.831 |

| Ngày        | Thời gian |                         | Điểm |                         | Set 1 | Set 2 | Set 3 | Set 4 | Set 5 | Tổng    | Nguồn     |
| ----------- | --------- | ----------------------- | ---- | ----------------------- | ----- | ----- | ----- | ----- | ----- | ------- | --------- |
| 22 tháng 3  | 12:00     | Sanest Khánh Hòa        | 1–3  | Lavie Long An           | 21–25 | 25–19 | 23–25 | 18–25 |       | 87–94   | Trực tiếp |
| 22 tháng 3  | 17:00     | LP Bank Ninh Bình       | 0–3  | Công an TP. Hồ Chí Minh | 21–25 | 20–25 | 19–25 |       |       | 60–75   | Trực tiếp |
| 23 tháng 3  | 14:30     | Hà Nội                  | 1–3  | Đà Nẵng                 | 27–29 | 20–25 | 25–18 | 19–25 |       | 91–97   | Trực tiếp |
| 23 tháng 3  | 20:00     | Biên Phòng MB           | 3–0  | Thể Công Tân Cảng       | 32–30 | 25–20 | 25–17 |       |       | 82–67   | Trực tiếp |
|             |           |                         |      |                         |       |       |       |       |       |         |           |
| 24 tháng 3  | 14:30     | Sanest Khánh Hòa        | 3–0  | Hà Nội                  | 25–22 | 25–22 | 25–23 |       |       | 75–67   | Trực tiếp |
| 24 tháng 3  | 20:00     | Đà Nẵng                 | 2–3  | Biên Phòng MB           | 30–28 | 25–23 | 21–25 | 16–25 | 11–15 | 103–116 | Trực tiếp |
| 25 tháng 3  | 14:30     | Thể Công Tân Cảng       | 3–1  | LP Bank Ninh Bình       | 25–21 | 22–25 | 26–24 | 25–22 |       | 98–92   | Trực tiếp |
| 25 tháng 3  | 20:00     | Công an TP. Hồ Chí Minh | 3–0  | Lavie Long An           | 25–22 | 25–18 | 25–16 |       |       | 75–56   | Trực tiếp |
|             |           |                         |      |                         |       |       |       |       |       |         |           |
| 26 tháng 3  | 14:30     | Sanest Khánh Hòa        | 1–3  | Biên Phòng MB           | 25–22 | 15–25 | 20–25 | 23–25 |       | 83–97   | Trực tiếp |
| 26 tháng 3  | 20:00     | Hà Nội                  | 0–3  | LP Bank Ninh Bình       | 22–25 | 21–25 | 13–25 |       |       | 56–75   | Trực tiếp |
| 27 tháng 3  | 14:30     | Đà Nẵng                 | 3–1  | Lavie Long An           | 22–25 | 25–16 | 25–22 | 25–20 |       | 97–83   | Trực tiếp |
| 27 tháng 3  | 20:00     | Thể Công Tân Cảng       | 2–3  | Công an TP. Hồ Chí Minh | 25–20 | 22–25 | 25–16 | 22–25 | 12–15 | 106–101 | Trực tiếp |
|             |           |                         |      |                         |       |       |       |       |       |         |           |
| 28 tháng 3  | 14:30     | Sanest Khánh Hòa        | 3–0  | LP Bank Ninh Bình       | 25–22 | 25–18 | 25–22 |       |       | 75–62   | Trực tiếp |
| 28 tháng 3  | 20:00     | Biên Phòng MB           | 3–0  | Lavie Long An           | 25–23 | 29–27 | 25–18 |       |       | 79–68   | Trực tiếp |
| 29 tháng 3  | 14:30     | Hà Nội                  | 0–3  | Công an TP. Hồ Chí Minh | 23–25 | 22–25 | 16–25 |       |       | 61–75   | Trực tiếp |
| 29 tháng 3  | 20:00     | Đà Nẵng                 | 0–3  | Thể Công Tân Cảng       | 22–25 | 15–25 | 16–25 |       |       | 53–75   | Trực tiếp |
|             |           |                         |      |                         |       |       |       |       |       |         |           |
| 30 tháng 3  | 14:30     | Sanest Khánh Hòa        | 0–3  | Công an TP. Hồ Chí Minh | 23–25 | 23–25 | 24–26 |       |       | 70–76   | Trực tiếp |
| 30 tháng 3  | 20:00     | Lavie Long An           | 2–3  | Thể Công Tân Cảng       | 17–25 | 28–26 | 16–25 | 25–19 | 10–15 | 96–110  | Trực tiếp |
| 31 tháng 3  | 14:30     | LP Bank Ninh Bình       | 3–1  | Đà Nẵng                 | 25–19 | 25–21 | 19–25 | 25–17 |       | 94–82   | Trực tiếp |
| 31 tháng 3  | 20:00     | Biên Phòng MB           | 3–0  | Hà Nội                  | 25–16 | 25–15 | 30–28 |       |       | 80–59   | Trực tiếp |
|             |           |                         |      |                         |       |       |       |       |       |         |           |
| 10 tháng 10 | 14:30     | Sanest Khánh Hòa        | –    | Thể Công Tân Cảng       | –     | –     | –     |       |       | 0–0     |           |
| 10 tháng 10 | 20:00     | Công an TP. Hồ Chí Minh | –    | Đà Nẵng                 | –     | –     | –     |       |       | 0–0     |           |
| 11 tháng 10 | 14:30     | Lavie Long An           | –    | Hà Nội                  | –     | –     | –     |       |       | 0–0     |           |
| 11 tháng 10 | 19:30     | LP Bank Ninh Bình       | –    | Biên Phòng MB           | –     | –     | –     |       |       | 0–0     |           |
|             |           |                         |      |                         |       |       |       |       |       |         |           |
| 12 tháng 10 | 14:30     | Sanest Khánh Hòa        | –    | Đà Nẵng                 | –     | –     | –     |       |       | 0–0     |           |
| 12 tháng 10 | 19:30     | Thể Công Tân Cảng       | –    | Hà Nội                  | –     | –     | –     |       |       | 0–0     |           |
| 13 tháng 10 | 14:30     | Công an TP. Hồ Chí Minh | –    | Biên Phòng MB           | –     | –     | –     |       |       | 0–0     |           |
| 13 tháng 10 | 19:30     | Lavie Long An           | –    | LP Bank Ninh Bình       | –     | –     | –     |       |       | 0–0     |           |

## Kết quả thi đấu vòng tròn 8 đội Nữ
|  | Đội lọt vào vòng chung kết      |
|  | Đội lọt vào vòng tranh trụ hạng |

|      |                             | Trận đấu | Trận đấu | Điểm | Set | Set | Set   | Điểm | Điểm | Điểm  |
| Hạng | Đội                         | T        | B        | Điểm | T   | B   | Tỉ lệ | T    | B    | Tỉ lệ |
| ---- | --------------------------- | -------- | -------- | ---- | --- | --- | ----- | ---- | ---- | ----- |
| 1    | LP Bank Ninh Bình           | 5        | 0        | 14   | 15  | 4   | 3.750 | 452  | 369  | 1.225 |
| 2    | VTV Bình Điền Long An       | 4        | 1        | 12   | 13  | 5   | 2.600 | 428  | 388  | 1.103 |
| 3    | BC Thông tin - TCT Đông Bắc | 3        | 2        | 9    | 11  | 6   | 1.833 | 386  | 362  | 1.066 |
| 4    | Ngân hàng Công Thương       | 3        | 2        | 9    | 11  | 8   | 1.375 | 438  | 409  | 1.071 |
| 5    | HCĐG Lào Cai                | 2        | 3        | 5    | 7   | 11  | 0.636 | 378  | 408  | 0.926 |
| 6    | XMLS Thanh Hóa              | 2        | 3        | 5    | 6   | 11  | 0.545 | 345  | 381  | 0.906 |
| 7    | Geleximco Thái Bình         | 1        | 4        | 6    | 9   | 12  | 0.750 | 447  | 460  | 0.972 |
| 8    | TP. Hồ Chí Minh             | 0        | 5        | 0    | 0   | 15  | 0.000 | 278  | 375  | 0.741 |

| Ngày        | Thời gian |                       | Điểm |                       | Set 1 | Set 2 | Set 3 | Set 4 | Set 5 | Tổng    | Nguồn     |
| ----------- | --------- | --------------------- | ---- | --------------------- | ----- | ----- | ----- | ----- | ----- | ------- | --------- |
| 22 tháng 3  | 14:30     | Ngân hàng Công Thương | 1–3  | LP Bank Ninh Bình     | 18–25 | 25–16 | 16–25 | 20–25 |       | 79–91   | Trực tiếp |
| 22 tháng 3  | 20:00     | TP. Hồ Chí Minh       | 0–3  | HCĐG Lào Cai          | 21–25 | 15–25 | 23–25 |       |       | 59–75   | Trực tiếp |
| 23 tháng 3  | 12:00     | Thông tin Đông Bắc    | 3–0  | XMLS Thanh Hóa        | 25–18 | 26–24 | 25–13 |       |       | 76–55   | Trực tiếp |
| 23 tháng 3  | 17:30     | VTV Bình Điền Long An | 3–0  | Geleximco Thái Bình   | 25–17 | 25–22 | 25–23 |       |       | 75–62   | Trực tiếp |
|             |           |                       |      |                       |       |       |       |       |       |         |           |
| 24 tháng 3  | 12:00     | Ngân hàng Công Thương | 3–1  | Thông tin Đông Bắc    | 25–22 | 25–19 | 23–25 | 25–14 |       | 98–80   | Trực tiếp |
| 24 tháng 3  | 17:30     | XMLS Thanh Hóa        | 0–3  | VTV Bình Điền Long An | 19–25 | 17–25 | 19–25 |       |       | 55–75   | Trực tiếp |
| 25 tháng 3  | 12:00     | Geleximco Thái Bình   | 3–0  | TP. Hồ Chí Minh       | 25–19 | 25–23 | 25–21 |       |       | 75–63   | Trực tiếp |
| 25 tháng 3  | 17:30     | HCĐG Lào Cai          | 0–3  | LP Bank Ninh Bình     | 20–25 | 10–25 | 23–25 |       |       | 53–75   | Trực tiếp |
|             |           |                       |      |                       |       |       |       |       |       |         |           |
| 26 tháng 3  | 12:00     | Ngân hàng Công Thương | 1–3  | VTV Bình Điền Long An | 23–25 | 22–25 | 25–23 | 20–25 |       | 90–98   | Trực tiếp |
| 26 tháng 3  | 17:30     | Thông tin Đông Bắc    | 3–0  | TP. Hồ Chí Minh       | 25–15 | 25–17 | 25–21 |       |       | 75–53   | Trực tiếp |
| 27 tháng 3  | 12:00     | XMLS Thanh Hóa        | 0–3  | LP Bank Ninh Bình     | 15–25 | 18–25 | 20–25 |       |       | 53–75   | Trực tiếp |
| 27 tháng 3  | 17:30     | Geleximco Thái Bình   | 2–3  | HCĐG Lào Cai          | 25–22 | 21–25 | 25–18 | 23–25 | 9–15  | 103–105 | Trực tiếp |
|             |           |                       |      |                       |       |       |       |       |       |         |           |
| 28 tháng 3  | 12:00     | Ngân hàng Công Thương | 3–0  | TP. Hồ Chí Minh       | 25–16 | 25–18 | 25–16 |       |       | 75–50   | Trực tiếp |
| 28 tháng 3  | 17:30     | VTV Bình Điền Long An | 1–3  | LP Bank Ninh Bình     | 25–23 | 26–28 | 14–25 | 14–25 |       | 79–101  | Trực tiếp |
| 29 tháng 3  | 12:00     | Thông tin Đông Bắc    | 3–0  | HCĐG Lào Cai          | 25–21 | 25–12 | 25–22 |       |       | 75–55   | Trực tiếp |
| 29 tháng 3  | 17:30     | XMLS Thanh Hóa        | 3–2  | Geleximco Thái Bình   | 25–21 | 25–19 | 20–25 | 22–25 | 15–12 | 107–102 | Trực tiếp |
|             |           |                       |      |                       |       |       |       |       |       |         |           |
| 30 tháng 3  | 12:00     | Ngân hàng Công Thương | 3–1  | HCĐG Lào Cai          | 25–23 | 25–22 | 21–25 | 25–20 |       | 96–90   | Trực tiếp |
| 30 tháng 3  | 17:30     | LP Bank Ninh Bình     | 3–2  | Geleximco Thái Bình   | 21–25 | 23–25 | 25–23 | 26–24 | 15–8  | 110–105 | Trực tiếp |
| 31 tháng 3  | 12:00     | TP. Hồ Chí Minh       | 0–3  | XMLS Thanh Hóa        | 17–25 | 16–25 | 20–25 |       |       | 53–75   | Trực tiếp |
| 31 tháng 3  | 17:30     | VTV Bình Điền Long An | 3–1  | Thông tin Đông Bắc    | 25–12 | 26–28 | 25–22 | 25–18 |       | 101–80  | Trực tiếp |
|             |           |                       |      |                       |       |       |       |       |       |         |           |
| 10 tháng 10 | 12:00     | Ngân hàng Công Thương | –    | Geleximco Thái Bình   | –     | –     | –     |       |       | 0–0     |           |
| 10 tháng 10 | 17:00     | HCĐG Lào Cai          | –    | XMLS Thanh Hóa        | –     | –     | –     |       |       | 0–0     |           |
| 11 tháng 10 | 12:00     | LP Bank Ninh Bình     | –    | Thông tin Đông Bắc    | –     | –     | –     |       |       | 0–0     |           |
| 11 tháng 10 | 17:00     | TP. Hồ Chí Minh       | –    | VTV Bình Điền Long An | –     | –     | –     |       |       | 0–0     |           |
|             |           |                       |      |                       |       |       |       |       |       |         |           |
| 12 tháng 10 | 12:00     | Ngân hàng Công Thương | –    | XMLS Thanh Hóa        | –     | –     | –     |       |       | 0–0     |           |
| 12 tháng 10 | 17:00     | Geleximco Thái Bình   | –    | Thông tin Đông Bắc    | –     | –     | –     |       |       | 0–0     |           |
| 13 tháng 10 | 12:00     | HCĐG Lào Cai          | –    | VTV Bình Điền Long An | –     | –     | –     |       |       | 0–0     |           |
| 13 tháng 10 | 17:00     | LP Bank Ninh Bình     | –    | TP. Hồ Chí Minh       | –     | –     | –     |       |       | 0–0     |           |

## Vòng chung kết - xếp hạng

### Vòng tranh trụ hạng Nam
|  | Đội trụ hạng   |
|  | Đội xuống hạng |

|      |     | Trận đấu | Trận đấu | Điểm | Set | Set | Set   | Điểm | Điểm | Điểm  |
| Hạng | Đội | T        | B        | Điểm | T   | B   | Tỉ lệ | T    | B    | Tỉ lệ |
| ---- | --- | -------- | -------- | ---- | --- | --- | ----- | ---- | ---- | ----- |
| 5    |     | 0        | 0        | 0    | 0   | 0   | MAX   | 0    | 0    | MAX   |
| 6    |     | 0        | 0        | 0    | 0   | 0   | MAX   | 0    | 0    | MAX   |
| 7    |     | 0        | 0        | 0    | 0   | 0   | MAX   | 0    | 0    | MAX   |
| 8    |     | 0        | 0        | 0    | 0   | 0   | MAX   | 0    | 0    | MAX   |

| Ngày        | Thời gian |        | Điểm |        | Set 1 | Set 2 | Set 3 | Set 4 | Set 5 | Tổng | Nguồn |
| ----------- | --------- | ------ | ---- | ------ | ----- | ----- | ----- | ----- | ----- | ---- | ----- |
| 15 tháng 10 | 14:30     | Hạng 5 | –    | Hạng 8 | –     | –     | –     |       |       | 0–0  |       |
| 15 tháng 10 | 19:30     | Hạng 6 | –    | Hạng 7 | –     | –     | –     |       |       | 0–0  |       |
| 16 tháng 10 | 12:00     | Hạng 5 | –    | Hạng 7 | –     | –     | –     |       |       | 0–0  |       |
| 16 tháng 10 | 17:00     | Hạng 8 | –    | Hạng 6 | –     | –     | –     |       |       | 0–0  |       |
| 18 tháng 10 | 14:30     | Hạng 5 | –    | Hạng 6 | –     | –     | –     |       |       | 0–0  |       |
| 19 tháng 10 | 14:30     | Hạng 7 | –    | Hạng 8 | –     | –     | –     |       |       | 0–0  |       |

### Top 4 Nam
|  | Bán kết           | Bán kết |  |  | Chung kết | Chung kết |
|  |                   |         |  |  |           |           |
|  | 17 tháng 10       |         |  |  |           |           |
|  |                   |         |  |  |           |           |
|  | Hạng 1            |         |  |  |           |           |
|  | 19 tháng 10       |         |  |  |           |           |
|  | Hạng 4            |         |  |  |           |           |
|  |                   |         |  |  |           |           |
|  | 17 tháng 10       |         |  |  |           |           |
|  |                   |         |  |  |           |           |
|  | Hạng 2            |         |  |  |           |           |
|  |                   |         |  |  |           |           |
|  | Hạng 3            |         |  |  |           |           |
|  | Trận tranh hạng 3 |         |  |  |           |           |
|  |                   |         |  |  |           |           |
|  | 18 tháng 10       |         |  |  |           |           |
|  |                   |         |  |  |           |           |
|  |                   |         |  |  |           |           |
|  |                   |         |  |  |           |           |
|  |                   |         |  |  |           |           |

#### Bán kết Nam
| Ngày        | Thời gian |        | Điểm |        | Set 1 | Set 2 | Set 3 | Set 4 | Set 5 | Tổng | Nguồn |
| ----------- | --------- | ------ | ---- | ------ | ----- | ----- | ----- | ----- | ----- | ---- | ----- |
| 17 tháng 10 | 14:30     | Hạng 1 | –    | Hạng 4 | –     | –     | –     |       |       | 0–0  |       |
| 17 tháng 10 | 19:30     | Hạng 2 | –    | Hạng 3 | –     | –     | –     |       |       | 0–0  |       |

#### Trận tranh hạng 3 Nam
| Ngày        | Thời gian |  | Điểm |  | Set 1 | Set 2 | Set 3 | Set 4 | Set 5 | Tổng | Nguồn |
| ----------- | --------- |  | ---- |  | ----- | ----- | ----- | ----- | ----- | ---- | ----- |
| 18 tháng 10 | 19:30     |  | –    |  | –     | –     | –     |       |       | 0–0  |       |

#### Chung kết Nam
| Ngày        | Thời gian |  | Điểm |  | Set 1 | Set 2 | Set 3 | Set 4 | Set 5 | Tổng | Nguồn |
| ----------- | --------- |  | ---- |  | ----- | ----- | ----- | ----- | ----- | ---- | ----- |
| 19 tháng 10 | 19:30     |  | –    |  | –     | –     | –     |       |       | 0–0  |       |

### Vòng tranh trụ hạng Nữ
|  | Đội trụ hạng   |
|  | Đội xuống hạng |

|      |     | Trận đấu | Trận đấu | Điểm | Set | Set | Set   | Điểm | Điểm | Điểm  |
| Hạng | Đội | T        | B        | Điểm | T   | B   | Tỉ lệ | T    | B    | Tỉ lệ |
| ---- | --- | -------- | -------- | ---- | --- | --- | ----- | ---- | ---- | ----- |
| 5    |     | 0        | 0        | 0    | 0   | 0   | MAX   | 0    | 0    | MAX   |
| 6    |     | 0        | 0        | 0    | 0   | 0   | MAX   | 0    | 0    | MAX   |
| 7    |     | 0        | 0        | 0    | 0   | 0   | MAX   | 0    | 0    | MAX   |
| 8    |     | 0        | 0        | 0    | 0   | 0   | MAX   | 0    | 0    | MAX   |

| Ngày        | Thời gian |        | Điểm |        | Set 1 | Set 2 | Set 3 | Set 4 | Set 5 | Tổng | Nguồn |
| ----------- | --------- | ------ | ---- | ------ | ----- | ----- | ----- | ----- | ----- | ---- | ----- |
| 15 tháng 10 | 12:00     | Hạng 5 | –    | Hạng 8 | –     | –     | –     |       |       | 0–0  |       |
| 15 tháng 10 | 17:00     | Hạng 6 | –    | Hạng 7 | –     | –     | –     |       |       | 0–0  |       |
| 17 tháng 10 | 12:00     | Hạng 5 | –    | Hạng 7 | –     | –     | –     |       |       | 0–0  |       |
| 17 tháng 10 | 17:00     | Hạng 8 | –    | Hạng 6 | –     | –     | –     |       |       | 0–0  |       |
| 18 tháng 10 | 12:00     | Hạng 5 | –    | Hạng 6 | –     | –     | –     |       |       | 0–0  |       |
| 19 tháng 10 | 12:00     | Hạng 7 | –    | Hạng 8 | –     | –     | –     |       |       | 0–0  |       |

### Top 4 Nữ
|  | Bán kết           | Bán kết |  |  | Chung kết | Chung kết |
|  |                   |         |  |  |           |           |
|  | 16 tháng 10       |         |  |  |           |           |
|  |                   |         |  |  |           |           |
|  | Hạng 1            |         |  |  |           |           |
|  | 19 tháng 10       |         |  |  |           |           |
|  | Hạng 4            |         |  |  |           |           |
|  |                   |         |  |  |           |           |
|  | 16 tháng 10       |         |  |  |           |           |
|  |                   |         |  |  |           |           |
|  | Hạng 2            |         |  |  |           |           |
|  |                   |         |  |  |           |           |
|  | Hạng 3            |         |  |  |           |           |
|  | Trận tranh hạng 3 |         |  |  |           |           |
|  |                   |         |  |  |           |           |
|  | 18 tháng 10       |         |  |  |           |           |
|  |                   |         |  |  |           |           |
|  |                   |         |  |  |           |           |
|  |                   |         |  |  |           |           |
|  |                   |         |  |  |           |           |

#### Bán kết Nữ
| Ngày        | Thời gian |        | Điểm |        | Set 1 | Set 2 | Set 3 | Set 4 | Set 5 | Tổng | Nguồn |
| ----------- | --------- | ------ | ---- | ------ | ----- | ----- | ----- | ----- | ----- | ---- | ----- |
| 16 tháng 10 | 14:30     | Hạng 1 | –    | Hạng 4 | –     | –     | –     |       |       | 0–0  |       |
| 16 tháng 10 | 19:30     | Hạng 2 | –    | Hạng 3 | –     | –     | –     |       |       | 0–0  |       |

#### Trận tranh hạng 3 Nữ
| Ngày        | Thời gian |  | Điểm |  | Set 1 | Set 2 | Set 3 | Set 4 | Set 5 | Tổng | Nguồn |
| ----------- | --------- |  | ---- |  | ----- | ----- | ----- | ----- | ----- | ---- | ----- |
| 18 tháng 10 | 17:00     |  | –    |  | –     | –     | –     |       |       | 0–0  |       |

#### Chung kết Nữ
| Ngày        | Thời gian |  | Điểm |  | Set 1 | Set 2 | Set 3 | Set 4 | Set 5 | Tổng | Nguồn |
| ----------- | --------- |  | ---- |  | ----- | ----- | ----- | ----- | ----- | ---- | ----- |
| 19 tháng 10 | 17:00     |  | –    |  | –     | –     | –     |       |       | 0–0  |       |

## Xếp hạng chung cuộc
| \| Thứ hạng \| Giải Nam \| Giải Nữ \| \| -------- \| -------- \| ------- \| \| 1 \| \| \| \| 2 \| \| \| \| 3 \| \| \| \| 4 \| \| \| \| 5 \| \| \| \| 6 \| \| \| \| 7 \| \| \| \| 8 \| \| \| |          |         |
| Thứ hạng | Giải Nam | Giải Nữ |
| 1 |          |         |
| 2 |          |         |
| 3 |          |         |
| 4 |          |         |
| 5 |          |         |
| 6 |          |         |
| 7 |          |         |
| 8 |          |         |

## Các giải thưởng
Tổng giải thưởng: do Liên đoàn bóng chuyền Việt Nam chi:
- Giải nhất: Cúp, cờ, huy chương vàng và 500.000.000đ.
- Giải nhì: Cờ, huy chương bạc và 300.000.000đ.
- Giải ba: Cờ, huy chương đồng và 200.000.000đ.
- Giải KK: 100.000.000đ.
- VĐV tấn công xuất sắc: 10.000.000đ.
- VĐV chuyền hai xuất sắc: 10.000.000đ.
- VĐV phòng thủ xuất sắc: 10.000.000đ.
- Tổ trọng tài xuất sắc: 10.000.000đ.

Ngoài ra, các đội tốp đầu có thể nhận được các giải thưởng khác của các nhà tài trợ trao tặng khi kết thúc giải.